# Планкенштайнер, Герхард
Герхард Планкенштайнер (нем. Gerhard Plankensteiner, род. 8 апреля 1971) — итальянский саночник, двукратный чемпион мира и бронзовый призёр Олимпийских игр.
В начале своей карьеры Планкенштайнер выступал как одиночник. Он выиграл чемпионат мира среди юниоров 1990, победил в первом в истории соревновании среди смешанных команд на взрослом чемпионате мира 1989, стал бронзовым призёром различных чемпионатов мира и участвовал в зимних Олимпийских играх 1992 в Альбервиле, где занял 11-е место.
Затем Планкенштайнер стал выступать совместно с Освальдом Хазельридером в соревнованиях двоек. Вместе они участвовали в трёх зимних Олимпийских играх, став бронзовыми призёрами на Играх 2006 в Турине, выиграли чемпионат мира 2009 и занимали призовые места на чемпионатах Европы. В кубке мира их лучшим результатом было второе место в итогам сезона 1996-1997.

## Государственные награды
Кавалер ордена «За заслуги перед Итальянской Республикой» — 9 марта 2006 года